# Dendroceratida
Dendroceratida é uma ordem de esponjas da classe Demospongiae.

## Famílias
- Darwinellidae Merejkowsky, 1879
- Dictyodendrillidae Bergquist, 1980